# Newcastle United Football Club 2021-2022
Questa voce raccoglie le informazioni riguardanti il Newcastle United Football Club nelle competizioni ufficiali della stagione 2021-2022.

## Stagione
Dopo quattordici anni, il Newcastle United cambia proprietario: il 7 ottobre 2021 il club viene acquistato da un consorzio guidato dal Public Investment Fund, fondo sovrano dell'Arabia Saudita, e comprendente anche PCP Capital Partners e RB Sports & Media. Il 20 ottobre successivo, a seguito di un avvio di campionato deludente con i Magpies coinvolti nella lotta per non retrocedere, il club e l'allenatore Steve Bruce risolvono consensualmente il contratto. L’allenatore ad interim per le 3 giornate successive è Graeme James, al quale subentra poi il nuovo allenatore Eddie Howe.

## Maglie e sponsor
Il fornitore tecnico per la stagione 2021-2022 è Castore, mentre lo sponsor ufficiale è Fun88.
| Casa | Trasferta | Terza divisa |

## Rosa
Rosa, numerazione e ruoli, tratti dal sito ufficiale, sono aggiornati al 14 gennaio 2022.
| N. |                             | Ruolo | Calciatore                  |
| -- | --------------------------- | ----- | --------------------------- |
| 1  | Slovacchia (bandiera)       | P     | Martin Dúbravka             |
| 2  | Irlanda (bandiera)          | D     | Ciaran Clark                |
| 3  | Galles (bandiera)           | D     | Paul Dummett                |
| 5  | Svizzera (bandiera)         | D     | Fabian Schär                |
| 6  | Inghilterra (bandiera)      | D     | Jamaal Lascelles (capitano) |
| 7  | Brasile (bandiera)          | A     | Joelinton                   |
| 8  | Inghilterra (bandiera)      | C     | Jonjo Shelvey               |
| 9  | Inghilterra (bandiera)      | A     | Callum Wilson               |
| 10 | Francia (bandiera)          | A     | Allan Saint-Maximin         |
| 11 | Scozia (bandiera)           | C     | Matt Ritchie                |
| 12 | Irlanda del Nord (bandiera) | D     | Jamal Lewis                 |
| 14 | Inghilterra (bandiera)      | C     | Isaac Hayden                |
| 15 | Inghilterra (bandiera)      | C     | Kieran Trippier             |
| 16 | Irlanda (bandiera)          | C     | Jeff Hendrick               |
| 17 | Svezia (bandiera)           | D     | Emil Krafth                 |

| N. |                          | Ruolo | Calciatore         |
| -- | ------------------------ | ----- | ------------------ |
| 18 | Argentina (bandiera)     | D     | Federico Fernández |
| 19 | Spagna (bandiera)        | D     | Javier Manquillo   |
| 20 | Nuova Zelanda (bandiera) | A     | Chris Wood         |
| 21 | Scozia (bandiera)        | C     | Ryan Fraser        |
| 23 | Inghilterra (bandiera)   | C     | Jacob Murphy       |
| 24 | Paraguay (bandiera)      | A     | Miguel Almirón     |
| 26 | Inghilterra (bandiera)   | P     | Karl Darlow        |
| 27 | Inghilterra (bandiera)   | P     | Freddie Woodman    |
| 28 | Inghilterra (bandiera)   | C     | Joe Willock        |
| 29 | Inghilterra (bandiera)   | P     | Mark Gillespie     |
| 32 | Inghilterra (bandiera)   | C     | Elliot Anderson    |
| 33 | Inghilterra (bandiera)   | P     | Dan Lengley        |
| 34 | Inghilterra (bandiera)   | A     | Dwight Gayle       |
| 36 | Inghilterra (bandiera)   | C     | Sean Longstaff     |

## Calciomercato

### Sessione estiva (dal 1º luglio 2021 al 31 agosto 2021)
| Acquisti         | Acquisti        | Acquisti | Acquisti                    |
| R.               | Nome            | da       | Modalità                    |
| ---------------- | --------------- | -------- | --------------------------- |
| C                | Joe Willock     | Arsenal  | definitivo (29,4 milioni €) |
| Altre operazioni |                 |          |                             |
| R.               | Nome            | da       | Modalità                    |
| D                | Florian Lejeune | Alavés   | fine prestito               |
| A                | Yoshinori Mutō  | Eibar    | fine prestito               |

| Cessioni         | Cessioni          | Cessioni       | Cessioni       |
| R.               | Nome              | a              | Modalità       |
| ---------------- | ----------------- | -------------- | -------------- |
| C                | Matthew Longstaff | Aberdeen       | prestito       |
| Altre operazioni |                   |                |                |
| R.               | Nome              | a              | Modalità       |
| P                | Jake Turner       | Colchester Utd | prestito       |
| D                | Florian Lejeune   | Alavés         | definitivo     |
| C                | Henry Saivet      |                | fine contratto |
| A                | Christian Atsu    |                | fine contratto |
| A                | Andy Carroll      |                | fine contratto |
| A                | Yoshinori Mutō    |                | risoluzione    |

### Sessione invernale (dal 3 gennaio 2022 al 31 gennaio 2022)
| Acquisti         | Acquisti        | Acquisti               | Acquisti                     |
| R.               | Nome            | da                     | Modalità                     |
| ---------------- | --------------- | ---------------------- | ---------------------------- |
| D                | Kieran Trippier | Atlético Madrid        | definitivo (15 milioni di €) |
| A                | Chris Wood      | Burnley                | definitivo (30 milioni di €) |
| C                | Bruno Guimarães | Olympique Lyonnais     | definitivo (50 milioni di €) |
| D                | Matt Targett    | Aston Villa            |                              |
| D                | Dan Burn        | Brighton & Hove Albion | definitivo (15 milioni di €) |
| Altre operazioni |                 |                        |                              |
| R.               | Nome            | da                     | Modalità                     |
| A                | Santiago Muñoz  | Santos Laguna          | prestito                     |

| Cessioni         | Cessioni         | Cessioni           | Cessioni         |
| R.               | Nome             | a                  | Modalità         |
| Altre operazioni | Altre operazioni | Altre operazioni   | Altre operazioni |
| R.               | Nome             | a                  | Modalità         |
| ---------------- | ---------------- | ------------------ | ---------------- |
| D                | Rosaire Longelo  | Accrington Stanley | definitivo       |

## Risultati

### Premier League

#### Girone di andata
| Arbitro: | Atkinson |

|                      |           |                                                   |
| Wilson 5’ Murphy 40’ | Marcatori | 18’ Cresswell 53’ Benrahma 63’ Souček 66’ Antonio |

| Arbitro: | Coote |

|                                |           |  |
| Ings 45+3’ El Ghazi 62’ (rig.) | Marcatori |  |

| Arbitro: | Tierney |

|                              |           |                                          |
| Wilson 52’ Saint-Maximin 90’ | Marcatori | 74’ Elyounoussi 90+6’ (rig.) Ward-Prowse |

| Arbitro: | Taylor |

|                                                |           |               |
| Ronaldo 45+2’, 62’ Fernandes 80’ Lingard 90+2’ | Marcatori | 56’ Manquillo |

| Arbitro: | Dean |

|                   |           |              |
| Saint-Maximin 44’ | Marcatori | 13’ Raphinha |

| Arbitro: | Gillett |

|          |           |                  |
| Sarr 72’ | Marcatori | 23’ S. Longstaff |

| Arbitro: | Scott |

|                |           |              |
| Hwang 20’, 58’ | Marcatori | 41’ Hendrick |

| Arbitro: | Marriner |

|                           |           |                                 |
| Wilson 2’ Dier 89’ (aut.) | Marcatori | 17’ Ndombele 22’ Kane 45+3’ Son |

| Arbitro: | England |

|             |           |            |
| Benteke 56’ | Marcatori | 65’ Wilson |

| Arbitro: | Tierney |

|  |           |                                    |
|  | Marcatori | 65’, 77’ James 81’ (rig.) Jorginho |

| Arbitro: | Coote |

|                     |           |            |
| Trossard 24’ (rig.) | Marcatori | 66’ Hayden |

| Arbitro: | Jones |

|                                               |           |                                          |
| Lascelles 10’ Joelinton 39’ Saint-Maximin 75’ | Marcatori | 11’ Toney 31’ Henry 61’ (aut.) Lascelles |

| Arbitro: | Attwell |

|                         |           |  |
| Saka 56’ Martinelli 66’ | Marcatori |  |

| Arbitro: | Madley |

|                   |           |           |
| Wilson 61’ (rig.) | Marcatori | 79’ Pukki |

| Arbitro: | Tierney |

|            |           |  |
| Wilson 40’ | Marcatori |  |

| Arbitro: | Bankes |

|                                                 |           |  |
| Tielemans 38’ (rig.), 81’ Daka 57’ Maddison 85’ | Marcatori |  |

| Arbitro: | Dean |

|                                         |           |            |
| Jota 21’ Salah 25’ Alexander-Arnold 87’ | Marcatori | 7’ Shelvey |

| Arbitro: | Atkinson |

|  |           |                                             |
|  | Marcatori | 5’ Dias 27’ Cancelo 64’ Mahrez 86’ Sterling |

| Arbitro: | Pawson |

|                  |           |            |
| Saint-Maximin 7’ | Marcatori | 71’ Cavani |

#### Girone di ritorno
| Arbitro: | Pawson |

|             |           |  |
| Iwobi 90+9’ | Marcatori |  |

| Arbitro: | Friend |

|               |           |                        |
| Armstrong 25’ | Marcatori | 32’ Wood 52’ Guimarães |

| Arbitro: | Tierney |

|                   |           |                |
| Saint-Maximin 49’ | Marcatori | 87’ João Pedro |

| Arbitro: | Kavanagh |

|  |           |             |
|  | Marcatori | 75’ Shelvey |

| Arbitro: | Anthony Taylor (Cheshire) |

|                                            |           |                      |
| Holgate 37’ (aut.) Fraser 56’ Trippier 80’ | Marcatori | 36’ (aut.) Lascelles |

| Arbitro: | Pawson (Sheffield & Hallamshire) |

|              |           |  |
| Trippier 35’ | Marcatori |  |

| Arbitro: | Kavanagh |

|            |           |               |
| Dawson 32’ | Marcatori | 45+1’ Willock |

| Arbitro: | Dean |

|  |           |                           |
|  | Marcatori | 33’ Joelinton 44’ Willock |

| Arbitro: | Atkinson |

|                      |           |          |
| Fraser 12’ Schär 14’ | Marcatori | 55’ Dunk |

| Arbitro: | Coote |

|             |           |  |
| Havertz 89’ | Marcatori |  |

| Arbitro: | Harrington |

|             |           |  |
| Almirón 32’ | Marcatori |  |

| Arbitro: | Atkinson |

|                                                               |           |           |
| Davies 43’ Doherty 48’ Son 54’ Emerson Royal 63’ Bergwijn 84’ | Marcatori | 39’ Schär |

| Arbitro: | Bankes |

|                 |           |  |
| Wood 72’ (rig.) | Marcatori |  |

| Arbitro: | Gillett |

|                      |           |             |
| Guimarães 30’, 90+5’ | Marcatori | 19’ Lookman |

| Arbitro: | Kavanagh |

|  |           |                                  |
|  | Marcatori | 35’, 41’ Joelinton 49’ Guimarães |

| Arbitro: | Marriner |

|  |           |           |
|  | Marcatori | 19’ Keïta |

| Arbitro: | Attwell |

|                                                     |           |  |
| Sterling 19’, 90+3’ Laporte 38’ Rodri 61’ Foden 90’ | Marcatori |  |

| Arbitro: | England |

|                                |           |  |
| White 55’ (aut.) Guimarães 85’ | Marcatori |  |

| Arbitro: | Pawson |

|            |           |                        |
| Cornet 69’ | Marcatori | 20’ (rig.), 60’ Wilson |

### FA Cup
| Arbitro: | Harrington |

|  |           |              |
|  | Marcatori | 56’ Ironside |

### EFL Cup
| Arbitro: | Langford |

|                                                      |                      |                                     |
| Saint-Maximin Willock Joelinton S. Longstaff Almirón | Tiri di rigore 3 – 4 | Wood Barnes McNeil Brownhill Taylor |

## Statistiche

### Statistiche di squadra
Statistiche aggiornate al 25 maggio 2022.
| Competizione   | Punti | In casa | In casa | In casa | In casa | In casa | In casa | In trasferta | In trasferta | In trasferta | In trasferta | In trasferta | In trasferta | Totale | Totale | Totale | Totale | Totale | Totale | DR  |
| Competizione   | Punti | G       | V       | N       | P       | Gf      | Gs      | G            | V            | N            | P            | Gf           | Gs           | G      | V      | N      | P      | Gf     | Gs     | DR  |
| -------------- | ----- | ------- | ------- | ------- | ------- | ------- | ------- | ------------ | ------------ | ------------ | ------------ | ------------ | ------------ | ------ | ------ | ------ | ------ | ------ | ------ | --- |
| Premier League | 49    | 19      | 8       | 6       | 5       | 26      | 27      | 19           | 5            | 4            | 10           | 18           | 35           | 38     | 13     | 10     | 15     | 44     | 62     | -18 |
| FA Cup         | -     | 1       | 0       | 0       | 1       | 0       | 1       | 0            | 0            | 0            | 0            | 0            | 0            | 1      | 0      | 0      | 1      | 0      | 1      | -1  |
| League Cup     | -     | 1       | 0       | 1       | 0       | 0       | 0       | 0            | 0            | 0            | 0            | 0            | 0            | 1      | 0      | 1      | 0      | 0      | 0      | 0   |
| Totale         | 48    | 21      | 8       | 7       | 6       | 26      | 28      | 19           | 5            | 4            | 10           | 18           | 35           | 40     | 13     | 11     | 16     | 44     | 63     | -19 |

### Andamento in campionato
| Giornata  | 1  | 2  | 3  | 4  | 5  | 6  | 7  | 8  | 9  | 10 | 11 | 12 | 13 | 14 | 15 | 16 | 17 | 18 | 19 | 20 | 21 | 22 | 23 | 24 | 25 | 26 | 27 | 28 | 29 | 30 | 31 | 32 | 33 | 34 | 35 | 36 | 37 | 38 |
| --------- | -- | -- | -- | -- | -- | -- | -- | -- | -- | -- | -- | -- | -- | -- | -- | -- | -- | -- | -- | -- | -- | -- | -- | -- | -- | -- | -- | -- | -- | -- | -- | -- | -- | -- | -- | -- | -- | -- |
| Luogo     | C  | T  | C  | T  | C  | T  | T  | C  | T  | C  | T  | C  | T  | C  | C  | T  | T  | C  | C  | T  | T  | C  | T  | C  | C  | T  | T  | C  | T  | C  | T  | C  | C  | T  | C  | T  | C  | T  |
| Risultato | P  | P  | N  | P  | N  | N  | P  | P  | N  | P  | N  | N  | P  | N  | V  | P  | P  | P  | N  | P  | V  | N  | V  | V  | V  | N  | V  | V  | P  | V  | P  | V  | V  | V  | P  | P  | V  | V  |
| Posizione | 15 | 18 | 17 | 19 | 18 | 17 | 19 | 19 | 19 | 19 | 19 | 20 | 20 | 20 | 19 | 19 | 19 | 19 | 19 | 19 | 19 | 19 | 18 | 17 | 17 | 17 | 15 | 14 | 12 | 12 | 12 | 10 | 10 | 9  | 11 | 14 | 12 | 11 |

Legenda:

Luogo: C = Casa; T = Trasferta. Risultato: V = Vittoria; N = Pareggio; P = Sconfitta.